# 14-bis
O 14-bis, também conhecido como Oiseau de Proie (francês para “ave de rapina”), foi um avião construído pelo inventor brasileiro Alberto Santos Dumont que em 12 de novembro de 1906 conquistou o Prêmio Archdeacon e o Prêmio do Aeroclube da França ao realizar um voo de 220 metros em Paris.
Diferentemente dos voos dos Irmãos Wright, que ocorreram em segredo e necessitaram de dispositivos de lançamento (trilhos e catapulta), os voos do 14-bis foram realizados em público, perante a imprensa e comissários do Aéro-Club, decolando por meios próprios a partir de um trem de pouso com rodas. Este feito público e autônomo é a razão pela qual Santos Dumont é amplamente considerado, especialmente no Brasil, como o "Pai da Aviação".
Apesar de seu sucesso, o 14-bis era um projeto experimental com sérias limitações de estabilidade. Santos Dumont tentou melhorá-lo, mas após um acidente em 4 de abril de 1907, onde a aeronave se danificou ao tentar uma curva, ele decidiu abandonar o projeto. O inventor, sempre olhando para frente, canibalizou suas peças — principalmente o valioso motor Antoinette — para seus projetos seguintes, notavelmente o ultraleve Demoiselle, que se tornaria uma de suas aeronaves mais bem-sucedidas e a primeira a ser produzida em série.

## Contexto e concepção
No início do século XX, o desafio da aviação estava dividido em duas frentes: os aeróstatos (mais leves que o ar, como os dirigíveis) e os aeródinos (mais pesados que o ar). Santos Dumont já era uma celebridade mundial por seus voos controlados em dirigíveis, tendo vencido o Prêmio Deutsch de la Meurthe em 1901 com seu dirigível Nº 6.
A concepção do 14-bis é uma síntese de ideias. Sua estrutura celular de biplano foi diretamente inspirada nas pipas-caixa (box kites) do inventor australiano Lawrence Hargrave, conhecidas por sua notável estabilidade aerodinâmica. 
O nome "14-bis" (ou "14-de novo") surgiu de sua concepção inicial. Santos Dumont primeiro testou o aeroplano acoplado ao seu dirigível Nº 14 em meados de 1906. A ideia era que o balão, preenchido com hidrogênio, compensasse o peso da máquina, facilitando os testes de controle e estabilidade. A aeronave era, literalmente, um "anexo" do dirigível 14. No entanto, o enorme arrasto aerodinâmico do balão impedia que o avião ganhasse velocidade, tornando o sistema inviável para o voo autônomo.

## Análise técnica
O 14-bis era uma máquina notável por seu design inovador e pelo uso inteligente de materiais leves. Sua análise revela tanto a genialidade de Santos Dumont quanto os imensos desafios da engenharia aeronáutica pioneira.

### Estrutura e materiais
A filosofia de construção do 14-bis era criar a estrutura mais leve e resistente possível com a tecnologia da época. A fuselagem e a estrutura das asas eram feitas principalmente de bambu e pinho, conectados por juntas de alumínio e reforçados com fios de aço de piano para enrijecimento (contraventamento).
- Bambu: Escolhido por sua excepcional relação resistência-peso, o bambu funciona como um compósito natural, com fibras longitudinais de alta resistência à tração envoltas em uma matriz de lignina mais leve. Santos Dumont utilizou varas de bambu da Índia para as longarinas principais da fuselagem e das asas.[10]
- Telas: As superfícies aerodinâmicas (asas e canard) eram cobertas com seda japonesa, escolhida por sua leveza, resistência e baixa porosidade. A seda era esticada e envernizada para se tornar impermeável ao ar, otimizando a sustentação.
- Estrutura Celular Hargrave: A configuração de pipa-caixa das asas, com seis células (três de cada lado), conferia grande rigidez estrutural e estabilidade intrínseca. A fuselagem triangular passava entre as células, e o piloto ficava em pé em uma cesta de vime à frente do motor.

O peso total da aeronave vazia era de aproximadamente 160 kg, um feito notável para uma máquina com mais de 11 metros de envergadura.

### Aerodinâmica, estabilidade e controle
O 14-bis era uma aeronave de configuração canard, com a superfície de controle de profundidade (e direção) à frente das asas principais. Essa configuração, combinada com o diedro acentuado das asas (cerca de 10 graus), tinha implicações profundas em sua estabilidade e controle. Análises modernas por CFD revelaram que o 14-bis era marginalmente estável longitudinalmente e instável direcionalmente.
- Estabilidade longitudinal (Arfagem): A estabilidade longitudinal é a tendência de uma aeronave retornar à sua atitude de voo original após uma perturbação no eixo de arfagem (nariz para cima ou para baixo). No 14-bis, o coeficiente de momento de arfagem  era próximo de zero. Isso significa que a aeronave não tinha uma forte tendência a corrigir sua atitude sozinha, exigindo controle ativo e constante do piloto. A posição do centro de gravidade (CG) era crucial; um CG muito recuado a tornaria incontrolavelmente instável.[1]
- Estabilidade lateral-direcional (rolagem e guinada): A aeronave era naturalmente instável no eixo direcional (guinada). O grande diedro das asas conferia forte estabilidade lateral (rolagem), mas a falta de uma empenagem vertical traseira significativa tornava-a suscetível à "guinada adversa". Santos Dumont descreveu a dificuldade de pilotá-lo como tentar "disparar uma flecha com as penas na frente".[5]

O sistema de controle era engenhoso e direto:
- Arfagem e Guinada: Controlados por uma única superfície canard na proa, que era articulada universalmente. O piloto movia um volante para controlar o movimento de arfagem (subir/descer) e guinada (esquerda/direita).
- Rolagem: Para o voo recorde de novembro, Santos Dumont adicionou ailerons octogonais entre as asas. O controle era revolucionário: ele os conectou por cabos a um arnês que vestia. Ao inclinar o corpo para os lados, ele acionava os ailerons, utilizando um método de controle que se tornaria a base para os sistemas modernos.[11]

### Sistema de propulsão
A potência era o coração do desafio. Santos Dumont precisava do motor mais leve e potente disponível.
- Motor Antoinette V8: Ele escolheu o motor Antoinette 8V, projetado por Léon Levavasseur. Inicialmente, usou uma versão de 24 hp, mas para os voos de sucesso, instalou uma versão de 50 hp. Era um motor V8 a 90º, pesando apenas 86 kg, uma incrível relação peso-potência para a época. Ele possuía inovações como injeção direta de combustível (uma bomba injetava gasolina diretamente nos cilindros) e um sistema de arrefecimento evaporativo, onde a água era fervida em uma jaqueta ao redor dos cilindros e o vapor liberado, eliminando a necessidade de um radiador pesado.[12]
- Hélice: A hélice propulsora (pusher) de duas pás era montada atrás das asas. Era feita com pás de alumínio rebitadas a um tubo de aço, com um diâmetro de aproximadamente 2,2 metros. A eficiência dessas hélices pioneiras era muito baixa. Análises sugerem uma eficiência propulsiva entre 20% e 40%, significativamente inferior aos mais de 70% alcançados pelas hélices cientificamente projetadas dos Irmãos Wright.[8] Mesmo assim, os 50 hp brutos do Antoinette, mesmo com baixa eficiência, eram suficientes para gerar o empuxo necessário para a decolagem e o voo.

## Voos históricos

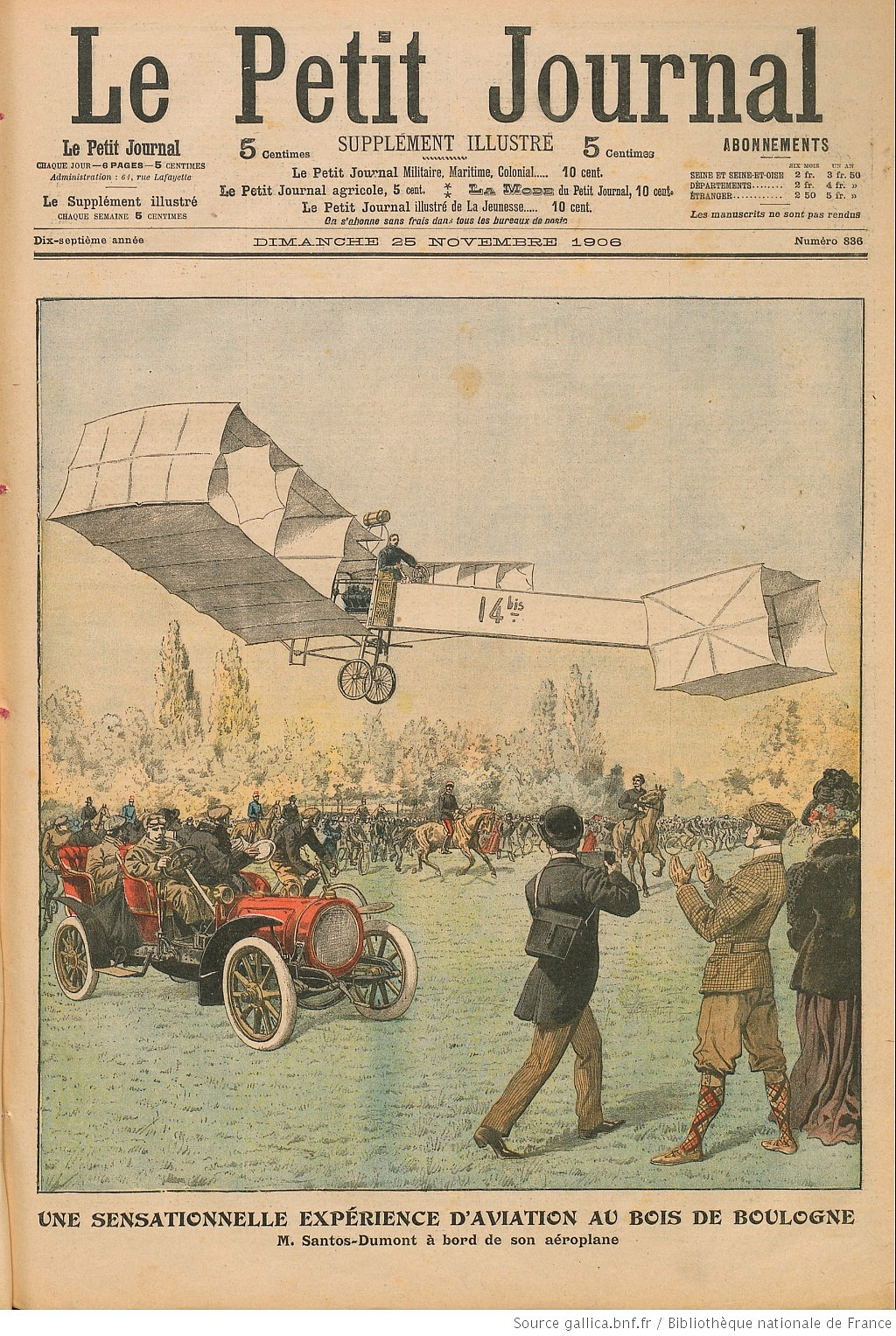
O voo do Oiseau de Proie III na capa do Le Petit Journal de 25 de novembro de 1906, ilustrando o impacto cultural do evento.

A jornada do 14-bis até o voo foi uma série de testes públicos, erros e modificações rápidas.
- Primeiros Saltos (Agosto-Setembro de 1906): Após abandonar o balão Nº 14, Santos Dumont realizou os primeiros testes no solo em Bagatelle. Em 13 de setembro, com o motor de 24 hp, conseguiu um "salto" de 7 a 11 metros, que terminou com o trem de pouso danificado. Ele então instalou o motor mais potente de 50 hp e rebatizou a aeronave de Oiseau de Proie.

- 23 de Outubro de 1906: O Prêmio Archdeacon: Perante uma multidão e a comissão oficial do Aéro-Club de France, Santos Dumont fez várias tentativas. Após alguns saltos curtos, ele finalmente conseguiu um voo sustentado de 60 metros a uma altura de 2 a 3 metros. O voo durou 7 segundos e foi suficiente para vencer a Taça Archdeacon, destinada ao primeiro voo de mais de 25 metros. O evento foi documentado, cronometrado e homologado oficialmente, marcando o primeiro voo público de um mais-pesado-que-o-ar na Europa.[13]

- 12 de Novembro de 1906: O Prêmio do Aéro-Club: Insatisfeito e buscando maior controle e distância, Santos Dumont fez modificações cruciais, incluindo a adição dos ailerons interplanares. No dia 12 de novembro, novamente em Bagatelle, ele realizou uma série de voos cada vez mais longos. O clímax foi um voo de 220 metros que durou 21,5 segundos. Com este feito, ele não apenas quebrou seu próprio recorde, mas também venceu o prêmio de 1.500 francos do Aéro-Club de France para o primeiro voo de mais de 100 metros.[14] Este voo foi a consagração definitiva do 14-bis e de seu inventor.

## Controvérsia: 14-bis vs. Wright Flyer
A questão de "quem voou primeiro" é uma das mais duradouras na história da aviação e depende largamente dos critérios utilizados.
| Critério                  | Wright Flyer (17 de dezembro de 1903) | 14-bis (23 de outubro de 1906) |
| ------------------------- | --- | --- |
| Decolagem                 | Necessitava de um trilho de lançamento e, em ventos fracos, de uma catapulta para atingir a velocidade de voo. Não possuía trem de pouso com rodas. | Decolou por meios próprios a partir do solo, utilizando um trem de pouso com rodas. |
| Publicidade e Verificação | Os voos ocorreram em um local isolado (Kitty Hawk) com poucas testemunhas (membros da estação de salvamento local). Os irmãos Wright eram avessos à publicidade para proteger suas patentes. A documentação (incluindo a famosa foto) não foi imediatamente divulgada. | Os voos foram eventos públicos, amplamente cobertos pela imprensa internacional e oficialmente observados, cronometrados e homologados pelo Aéro-Club de France, a autoridade aeronáutica da época.                                          |
| Estabilidade e Controle   | Era inerentemente instável nos três eixos, seguindo a filosofia dos Wright de que um piloto poderia aprender a controlar uma máquina instável (como uma bicicleta). O controle era feito por torção da asa (wing-warping) para rolagem e um profundor canard.          | Era marginalmente estável longitudinalmente e instável direcionalmente, mas seu design baseado nas pipas de Hargrave buscava mais estabilidade intrínseca. O controle era feito por superfícies aerodinâmicas distintas (canard e ailerons). |
| Sistema de Propulsão      | Motor de 4 cilindros em linha, 12 hp, projetado e construído pelos próprios irmãos. Duas hélices propulsoras altamente eficientes (~70%), resultado de extensas pesquisas em túnel de vento.                                                                           | Motor comercial Antoinette V8 de 50 hp. Uma hélice propulsora de baixa eficiência (<40%). O sucesso do 14-bis deveu-se à força bruta do motor para superar o arrasto e a ineficiência da hélice.                                             |

Defensores dos irmãos Wright argumentam que eles realizaram o primeiro voo sustentado e controlado três anos antes de Santos Dumont. A Federação Aeronáutica Internacional (FAI), fundada em 1905, reconhece o voo de 17 de dezembro de 1903 como "o primeiro voo sustentado e controlado de uma aeronave motorizada mais pesada que o ar".
Por outro lado, defensores de Santos Dumont, especialmente no Brasil e na França, argumentam que o 14-bis foi a primeira aeronave a cumprir todos os requisitos para um "voo verdadeiro" na época: decolar por meios próprios, em público e sob supervisão oficial. Eles destacam que os voos dos Wright não foram publicamente demonstrados de forma convincente até 1908, e a dependência de uma catapulta os desqualificaria como uma decolagem autônoma.

## Réplicas e Legado
O 14-bis original foi desmontado, mas seu legado vive através de várias réplicas construídas ao longo do último século.
- Réplicas Históricas: As primeiras réplicas foram construídas para comemorar aniversários do voo, mas muitas vezes usavam materiais e motores modernos por razões de segurança e praticidade.
- Réplica do Musée de l'Air et de l'Espace: Uma réplica em escala real está em exibição no Musée de l'Air et de l'Espace em Le Bourget, Paris, perto de onde a aeronave original voou.[17]
- Projeto Alan Calassa: A réplica mais fiel foi provavelmente a construída pelo brasileiro Alan Calassa e sua equipe no início dos anos 2000. Utilizando bambu, seda e um motor Antoinette original, a equipe conseguiu realizar voos curtos com a aeronave, notavelmente pilotada pela filha de Alan, Aline Calassa. Uma dessas réplicas voou na Esplanada dos Ministérios em Brasília em 2006.[18]
- Cerimônia de Abertura das Olimpíadas Rio 2016: O 14-bis teve um papel de destaque na Cerimônia de abertura dos Jogos Olímpicos de Verão de 2016, com uma réplica "voando" sobre o estádio do Maracanã em uma homenagem a Santos Dumont como um dos grandes inventores do Brasil.[19]